# Байжанколь
Байжанко́ль (або Байжанкол; каз. Байжанкөл) — село у складі Айтекебійського району Актюбінської області Казахстану. Входить до складу Жабасацького сільського округу.
Населення — 134 особи (2021; 193 у 2009, 208 у 1999, 329 у 1989).